# Dongguan
Dongguan (chiń. 东莞; pinyin Dōngguǎn) – prefektura miejska w południowych Chinach.
Położona na terenie największej metropolii świata, pomiędzy Guangzhou a Shenzhen oraz Rzeką Perłową a wzgórzami. Została ustanowiona w 1988 roku po tym, jak powstała specjalna strefa ekonomiczna. W mieście znajduje się New South China Mall – największe centrum handlowe na świecie. Miastem partnerskim Dongguan są Saloniki.